# Salvatierra (Messico)
Salvatierra è una città dello stato di Guanajuato, nel Messico centrale, capoluogo dell'omonima municipalità.
La popolazione della municipalità è di 37.203 abitanti (2010) e ha un'estensione di 507,68 km².